# 林暁代
林 暁代（はやし あきよ、1981年3月7日 - ）は、日本のフリーアナウンサー。オールウェーブ・アソシエツ所属。

## 来歴
東京都出身。跡見学園中学校・高等学校、日本大学芸術学部を卒業後、2003年4月に愛媛朝日テレビ (eat) に入社。同期に元同局アナウンサーの浦本可奈子がいる。
2006年3月31日付で愛媛朝日テレビを退社。オールウェーブ・アソシエツ所属のフリーアナウンサーとなり、2007年4月から日経CNBCのキャスターを務めていた。2012年からはKEE'Sアナウンススクールの講師を務めている。
既婚者で、2児の母。

## 担当番組

### 愛媛朝日テレビ
- eatニュースBOX[3]
- 高校野球愛媛大会中継 - スタンドリポーター[6]
- Love Chu! Chu![7]
- い〜テレ

### フリー転向後
- 朝エクスプレス（日経CNBC）[8]
- 昼エクスプレス（日経CNBC） - アシスタント[8]、「銘柄ファインダー」キャスター[9]
- ヘッドラインニュース（日経CNBC）[8]
- 前場NOW!（日経CNBC）[8]
- 山中つよしのビューティフルサンデー（文化放送）[8]
- 四季食彩（J:COM 千葉）[8]
- マネー倶楽部（日経CNBC）[10]
- E morning（テレビ東京、日経CNBC）[11] - リポーター
- NEWS FINE（テレビ東京、日経CNBC）[11] - 東証アローズ中継リポーター
- ビジネス潮流（日経CNBC）[9]
- 江戸川区役所・えどがわ区民ニュース（J:COM 江戸川）[9]
- デイリーニュース（JCNコアラ葛飾）[12]